# Roy Moore
Roy Stewart Moore (sinh ngày 11 tháng 2 năm 1947) là một chính trị gia người Mỹ và nguyên Chánh án của Tòa án tối cao Alabama, là ứng cử viên Đảng Cộng hòa trong năm 2017 Bầu cử Thượng viện Hoa Kỳ ở Alabama năm 2017. Ông đã thua cuộc bầu cử với người của đảng Dân chủ Doug Jones (luật sư).